# Audrey Bergot
Audrey Bergot (* 1. Februar 1985 in Lille) ist eine ehemalige französische Tennisspielerin.
Bergot, die laut ITF-Profil Hartplätze bevorzugte, gewann einen Einzel- und zwei Doppeltitel auf dem ITF Women’s Circuit. Auf der WTA Tour blieb ihr ein Erfolg verwehrt.
2011 nahm sie mit einer Wildcard im Doppel an den French Open teil, sie schied jedoch bereits in der ersten Runde aus. Es blieb das einzige Mal in ihrer Karriere, dass sie im Hauptfeld eines Grand-Slam-Turniers stand.
Im Oktober 2012 hatte sie bei einem ITF-Turnier in Frankreich (Limoges) ihren letzten Auftritt als Tennisprofi.

## Turniersiege

### Einzel
| Nr. | Datum              | Turnier | Kategorie   | Belag             | Finalgegnerin     | Ergebnis      |
| --- | ------------------ | ------- | ----------- | ----------------- | ----------------- | ------------- |
| 1.  | 24. September 2006 | Limoges | ITF $10.000 | Hartplatz (Halle) | Constance Sibille | 4:6, 6:4, 6:1 |

### Doppel
| Nr. | Datum           | Turnier          | Kategorie   | Belag             | Partnerin     | Finalgegnerinnen                        | Ergebnis |
| --- | --------------- | ---------------- | ----------- | ----------------- | ------------- | --------------------------------------- | -------- |
| 1.  | 4. Oktober 2009 | Clermont-Ferrand | ITF $10.000 | Hartplatz (Halle) | Andrea Ka     | Lucia Kovarčíková Davinia Lobbinger     | 6:2, 6:2 |
| 2.  | 28. März 2010   | Gonesse          | ITF $10.000 | Sand (Halle)      | Iryna Brémond | Fernanda Faria Paula Cristina Gonçalves | 6:3, 6:3 |